# Ngarinman
Ngarinman är ett australiskt språk som talades av 170 personer år 1983. Ngarinman talas i Nordterritoriet. Ngarinman tillhör de pama-nyunganska språken.